# Wolfgang Rott
Wolfgang Rott (Mettmann, 28 november 1946) is een voormalig hockeyer uit Duitsland. 
Rott nam driemaal deel aan de Olympische Zomerspelen en won in 1972 in eigen land de gouden medaille.
Op de wereldkampioenschappen won Rott tweemaal de bronzen medaille.

## Erelijst
- 1968 – 4e Olympische Spelen in Mexico-Stad
- 1972 –  Olympische Spelen in München
- 1973 –  Wereldkampioenschap in Amstelveen
- 1975 –  Wereldkampioenschap in Kuala Lumpur
- 1976 – 5e Olympische Spelen in Montreal